# جو غرينويل
جو غرينويل (بالإنجليزية: Joe Greenwell)‏ هو شخصية أعمال بريطاني، ولد في 8 مايو 1951.